# Кукольный театр (Дессау)

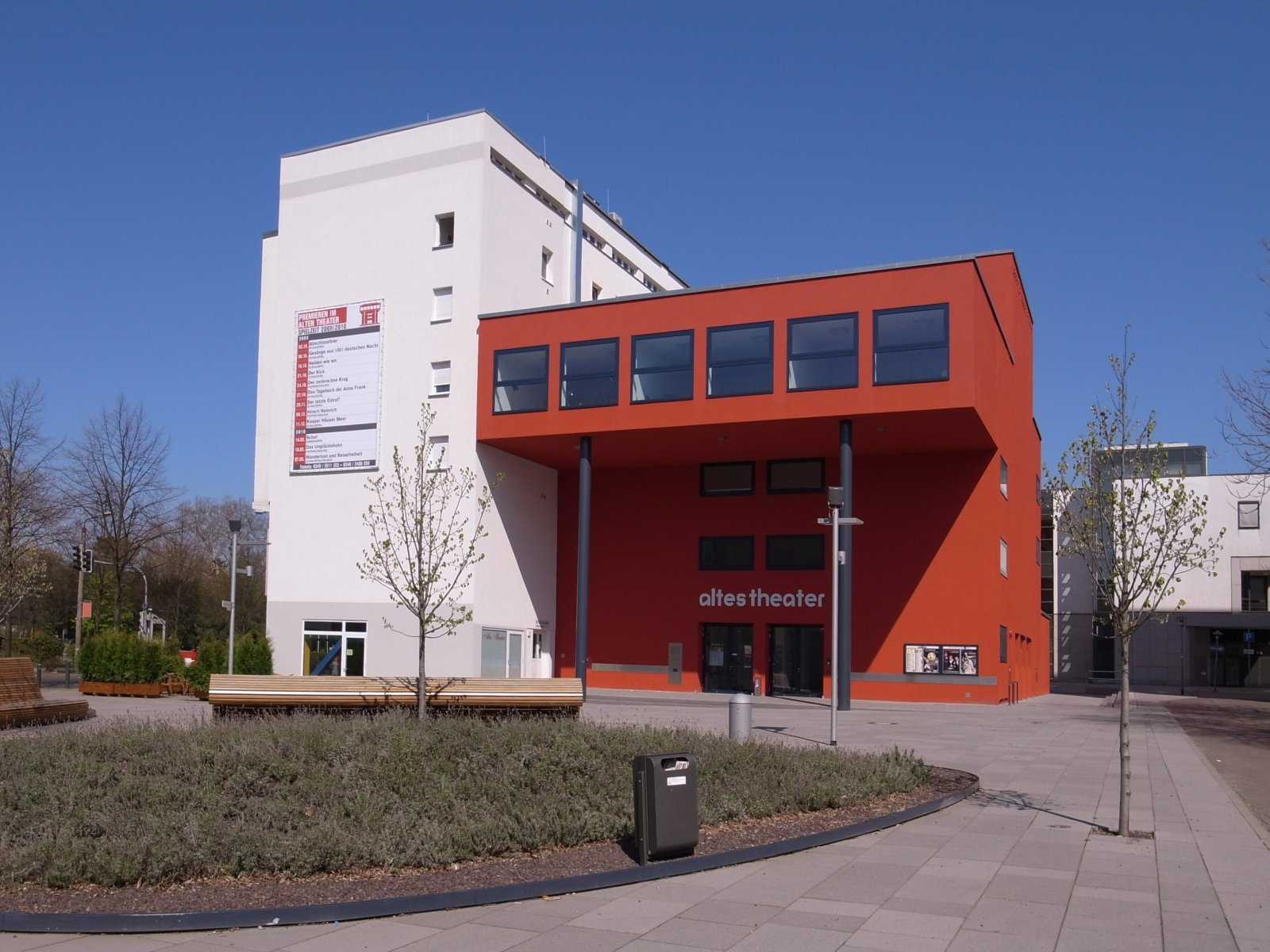
Здание Старого театра в Дессау

Кукольный театр находится в городе Дессау-Рослау и является подразделением Анхальтского театра.
В 1954 году, после гастролей Сергея Владимировича Образцова в ГДР, городской совет Дессау решил создать кукольный театр, а Рудольф Циллингс взял на себя ответственность за дальнейшее руководство будущим театром. В качестве постоянной площадки театр получил бывшее здание масонской ложи на улице Фердинанда фон Шилля (в районе Нойштадт). Таким образом, кукольный театр Дессау является одним из старейших кукольных театров на территории ГДР. Репертуар состоял в основном из постановок, ориентированных на детей. Помимо ручных кукол, все чаще использовались и стержневые куклы по советскому образцу. В 1981 году кукольный театр Дессау стал одним из подразделений Анхальтского театра.
После ухода руководителя Йенса Хеллвига во время сезона 2005—2006, Франк Бернхардт из кукольного театра Магдебурга взял на себя художественное руководство театром Дессау. 31 октября 2008 года кукольный театр Дессау смог торжественно отпраздновать открытие своей новой площадки в здании Старого театра на Кавалерштрассе.